# Racławické panorama
Racławické panorama (polsky Panorama Racławicka) je monumentální cykloramatický obraz (15 × 114 m) zobrazující bitvu u Racławic během Kościuszkova povstání, nacházející se v polské Vratislavi. Obraz je jedním z mála dochovaných památek žánru masové kultury 19. století a nejstarším v Polsku.
Spolu s Sedmihradským panoramatem, Golgotou a Umučením křesťanů v Neronově cirku je jedním ze čtyř panoramat z 19. století namalovaných pod vedením Jana Styky a Wojciecha Kossaka. Po druhé světové válce se díky úsilí polských úřadů podařilo některá lvovská umělecká díla včetně panoramatu získat zpět ze Sovětského svazu. Budova muzea, postavená v letech 1961 až 1985 podle projektu Ewy Dziekońské a Marka Dziekońského, byla v roce 1991 zapsána do polského seznamu památek.

## Historie

### Nápad a vznik

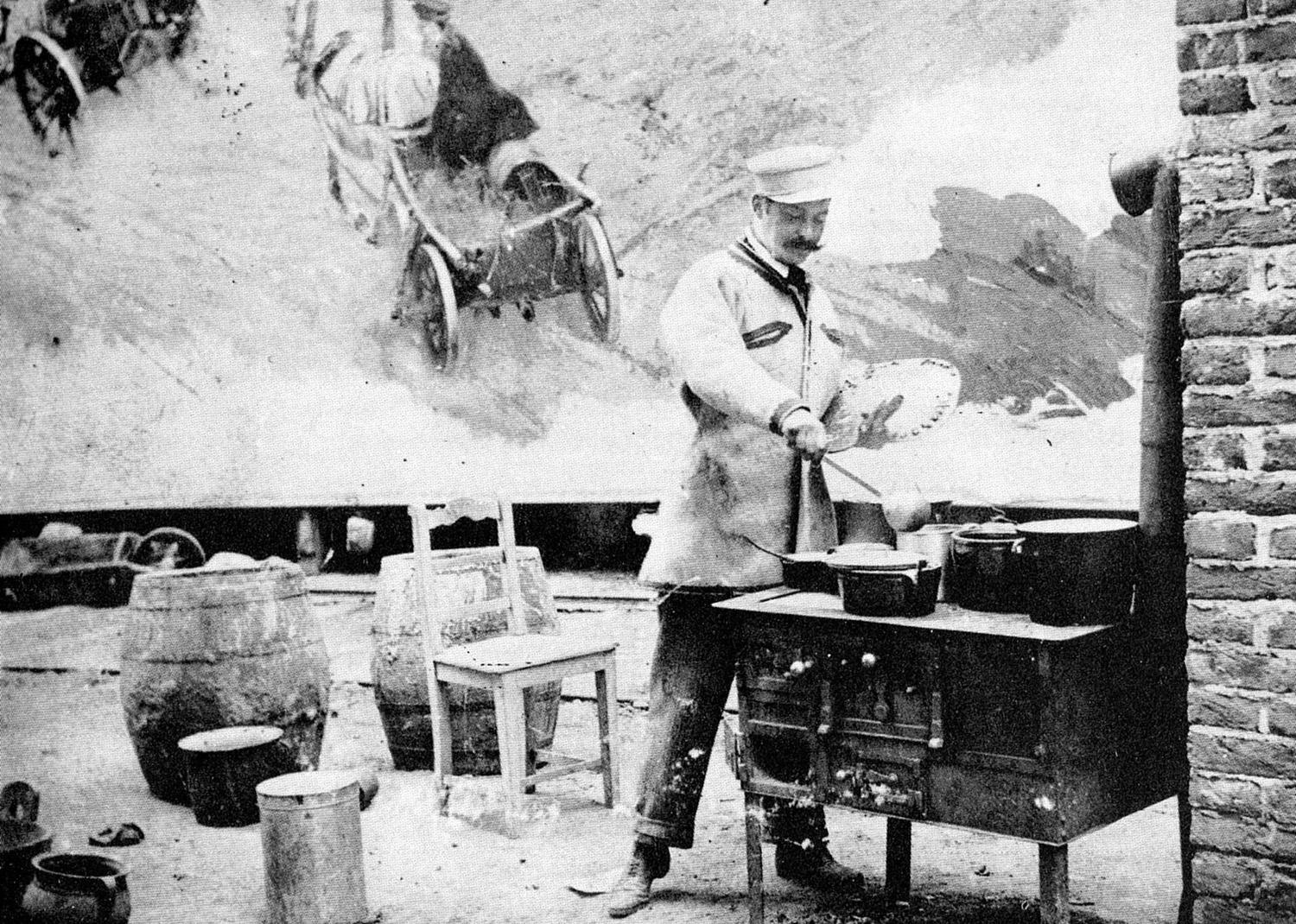
Wojciech Kossak při tvorbě panoramatu

S nápadem přišel malíř Jan Styka ve Lvově, který k účasti na projektu přizval malíře bitev Wojciecha Kossaka. Pomáhali jim Ludwik Boller, Tadeusz Popiel, Zygmunt Rozwadowski, Teodor Axentowicz, Włodzimierz Tetmajer, Wincenty Wodzinowski a Michał Sozański.
Projekt byl koncipován jako vlastenecká připomínka 100. výročí vítězné bitvy u Racławic, slavné epizody Kościuszkova povstání, hrdinského, ale nakonec neúspěšného pokusu o obranu polské nezávislosti. Bitva se odehrála 4. dubna 1794 mezi povstaleckými jednotkami složenými z řadových vojáků a selských dobrovolníků (vyzbrojených kosami) pod vedením samotného Kościuszka, a ruskou armádou, které velel generál Alexandr Tormasov. Pro národ, který na dlouhou dobu ztratil svou nezávislost, byla vzpomínka na toto vítězství důležitá.
Skvělou příležitost k realizaci Stykova nápadu nabídla Všeobecná národní výstava ve Lvově v roce 1894. Čtrnáct patnáctimetrových na zakázku utkaných pláten bylo zakoupeno v Bruselu a později sešito a vypnuto na železné konstrukci rotundy speciálně postavené firmou Gridla ve Vídni(podle návrhu Ludvíka Ramułta). K namalování obrazu bylo použito plátno o rozměrech 120 krát 15 metrů (z toho malířský prostor má celkovou délku 114 metrů a výšku 15 metrů), tedy 1800 metrů čtverečních látky. Na základní nátěr plátna bylo použito 750 kg barvy. Obrovská panoramatická malba byla realizována během devíti měsíců, od srpna 1893 do května 1894.

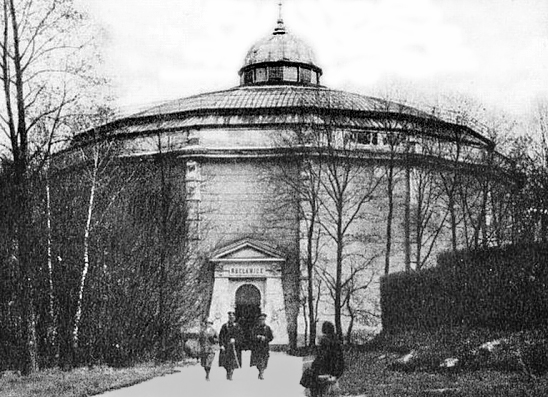
Rotunda ve Lvově okolo roku 1900

| „                                       | Když jsem přišel na myšlenku dokončit toto dílo, nechtěl jsem jen uctít vítězství polské armády, protože Polsko mělo ve své historii větší vítězství, ale chtěl jsem ukázat, že se zde před sto lety spojily všechny státy na obranu vlasti. Kościuszko měl tuto zemi, za jejíž svobodu bojoval, tak rád, že ji až do své smrti nosil na svém srdci. | “ |
| — Jan Styka po ukončení práce na obraze | |   |

### Lvovská exhibice
Slavnostní otevření proběhlo dne 5. června 1894 při stém výročí bitvy. Panorama bitvy u Racławic od samého počátku přitahovalo obrovskou pozornost a přivádělo do Lvova davy turistů. Ročně ji navštívilo v průměru 75 000 diváků. Panorama bylo vystavováno s krátkými přestávkami až do roku 1944. V roce 1896 bylo panorama převezeno a vystaveno v Budapešti, kde mělo obrovský úspěch: za rok ho vidělo přibližně 800 000 Maďarů.

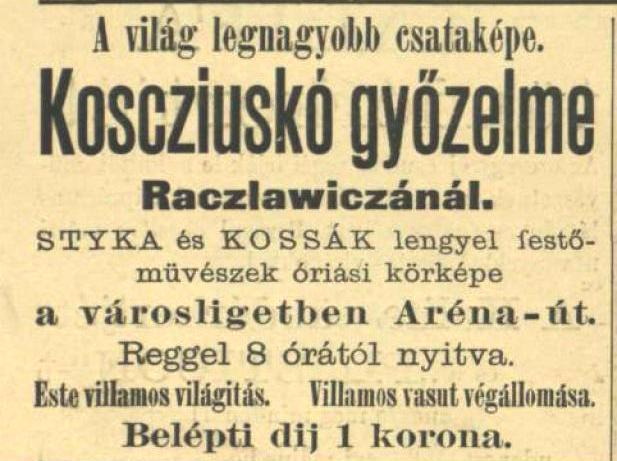
Reklama v budapešťských novinách z roku 1896 lákající na návštěvu panoramatu

Jan Styka byl vzhledem k úspěchu pověřen vytvořením podobného díla k 50. výročí maďarské revoluce z let 1848-49. Přesný výběr námětu byl svěřen jemu. Vybral si bitvu u Nagyszeben ze dne 11. března 1849, kde domácí vojsko pod vedením Józefa Bema dosáhlo skvělého vítězství nad spojenými rakouskými a ruskými silami. Sedmihradské panorama o rozměrech 15 x 120 m bylo dokončeno v září 1897. Dílo však bylo poztráceno a část byla zničena pravděpodobně během Varšavského povstání, takže se odhaduje, že 75 % Sedmihradského panoramatu bylo zničeno.

### Přemístění do Polska
Během druhé světové války bylo panorama částečně poškozeno. Největší škody utrpělo během sovětského bombardování dne 9. dubna 1944. Před možnou další devastací spojenou s vpádem Rudé armády je zachránilo srolování a umístění ve lvovském bernardinském klášteře. Po válce se díky úsilí polských úřadů podařilo získat část lvovských uměleckých děl a sbírek Ossolinea ze SSSR zpět. Tehdejší polská prozatímní vláda národní jednoty rozhodla o umístění sbírky ve Vratislavi, kam byla převezena v roce 1946. Nejprve zůstala dva roky v železničním skladu ve Vratislavi-Brochově a poté několik let ve Státním muzeu (přejmenovaném nejprve na Slezské muzeum a poté na Národní muzeum). Od 60. let 20. století byly ve Slezském (později Národním) muzeu vystavovány pouze jeho jednotlivé fragmenty (tzv. „bryndy“, tedy úseky, z nichž se více než stometrový obraz skládá), zatímco zbytek byl až do roku 1980 nedůstojně uložen. Po celá šedesátá a sedmdesátá léta probíhaly také zákulisní diskuse o umístění výstavy.

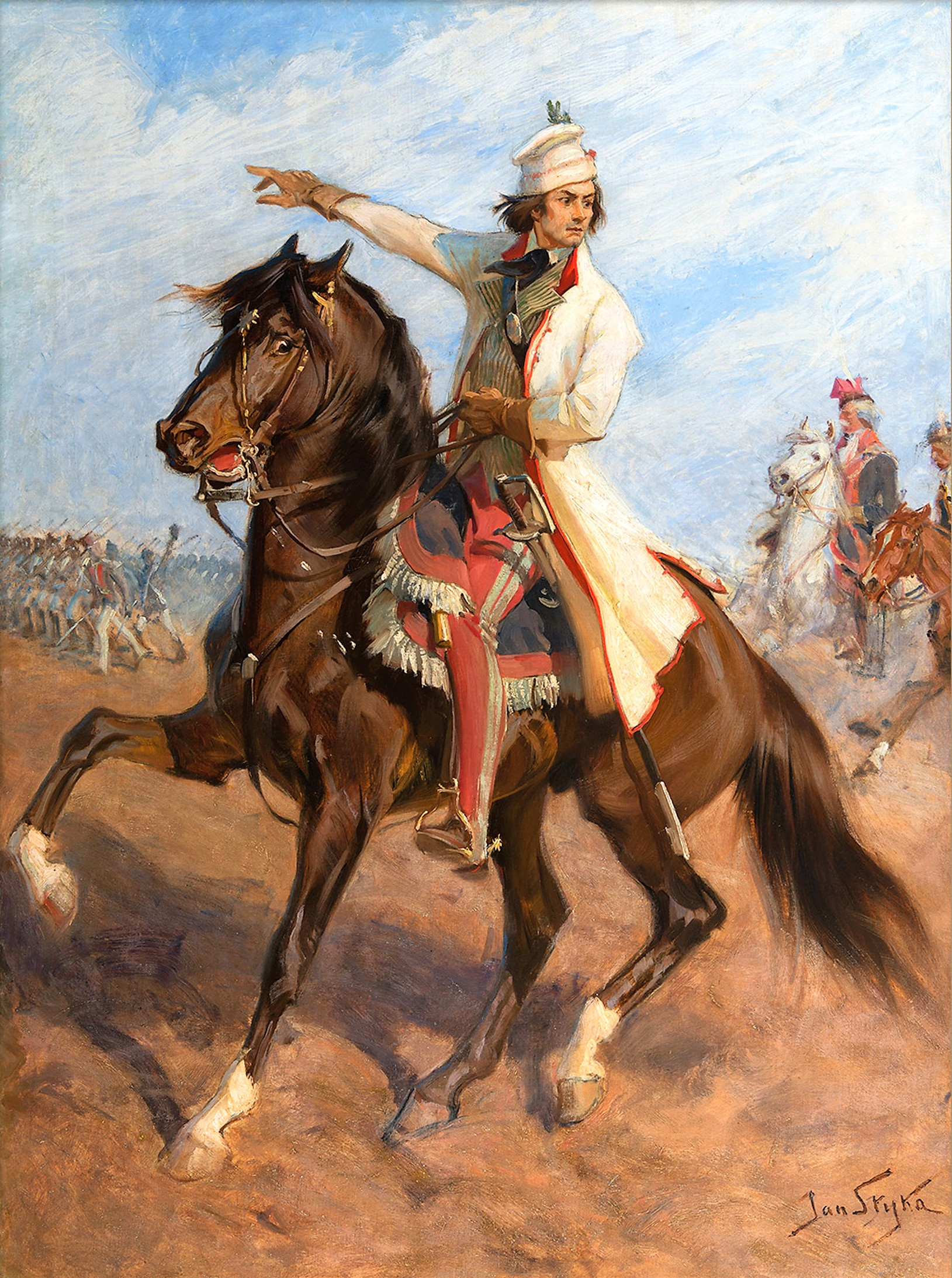
Tadeusz Kościuszko na panoramatu

### Snahy o vystavení a restauraci
Úřady lidového Polska, závislé na názoru Sovětskho svazu, se obávaly urážky Rusů tím, že by se podepsaly pod rozhodnutí vystavit obraz zobrazující vítězství polských vojsk nad Ruskem, i když šlo o Rusko carevny Kateřiny II. Na pavilon ve Vratislavi, kde mělo být Panorama vystaveno, byla nejprve vypsána jedna architektonická soutěž, v roce 1956 pak druhá, v níž zvítězili Ewa a Marek Dziekońští. V roce 1957 začali s detailním projektem budovy, ale z politických důvodů se stavba rotundy pro Panorama, která začala na počátku šedesátých let, neuvěřitelně protáhla, byla zastavena a přerušena a také na samotné konzervační práce na obraze nebyl dostatek peněz. V roce 1977 byli Dziekońští dokonce pověřeni přestavbou budovy rotundy na kongresové centrum a samotný obraz byl v červnu 1980 odvezen mimo Vratislav.
Na osobní doporučení profesora Wiktora Zina, tehdejšího státního podsekretáře ministerstva kultury a umění a generálního konzervátora památek, bylo plátno převezeno na Královský zámek ve Varšavě. Nakonec se po srpnových událostech v roce 1980 klima kolem Panoramatu zlepšilo. Díky činnosti Společenského výboru Panoramatu Racławického, který vznikl v roce 1980, třetího výboru v historii Panoramatu, jemuž předsedal bývalý rektor Vratislavské univerzity Alfred Jahn, bylo na konci roku 1980 konečně rozhodnuto, že Panorama bude vystaveno ve Vratislavi a ne jinde, a stavební práce na rotundě byly obnoveny. Vzhledem ke katastrofálnímu stavu hospodářství Polské lidové republiky a také k neuvěřitelně obtížnému úkolu restaurovat plátno po několika desetiletích skladování na různých místech a v různých podmínkách a po několika kilometrech přepravy trvaly práce, které provádělo 25 konzervátorů, ještě půl desetiletí, takže k otevření výstavy Panorama Racławicka došlo až 14. června 1985.

### 21. století
Od té doby je Racławické panorama otevřeno v podstatě nepřetržitě (nejprve sedm, nyní[kdy?] šest dní v týdnu) a jen občas je expozice na krátkou dobu uzavřena kvůli nezbytným údržbářským pracím. Stále se těší velkému zájmu návštěvníků: do srpna 1987 navštívil Panorama první milion návštěvníků, do července 1998 pět milionů a do září 2004 šest milionů.
Není známo, zda projektanti rotundy pro Panorama počítali s touto možností, ale i přes blízkost řeky Odry chrání umístění obrazu uvnitř budovy několik metrů nad úrovní terénu obraz před přímým zaplavením, a to i v případě, že by vody řeky dosáhly až k rotundě, jak tomu mohlo být při velké povodni v červenci 1997. V srpnu 2020 byla zahájena renovace rotundy a restaurování díla Jana Styky a Wojciecha Kossaka. Renovace byla dokončena 27. července 2021. Dne 4. dubna 2023, u příležitosti 75. výročí založení Národního muzea ve Vratislavi a 229. výročí bitvy u Racławic, bylo Racławické panorama zdarma zpřístupněna veřejnosti.

## Popis

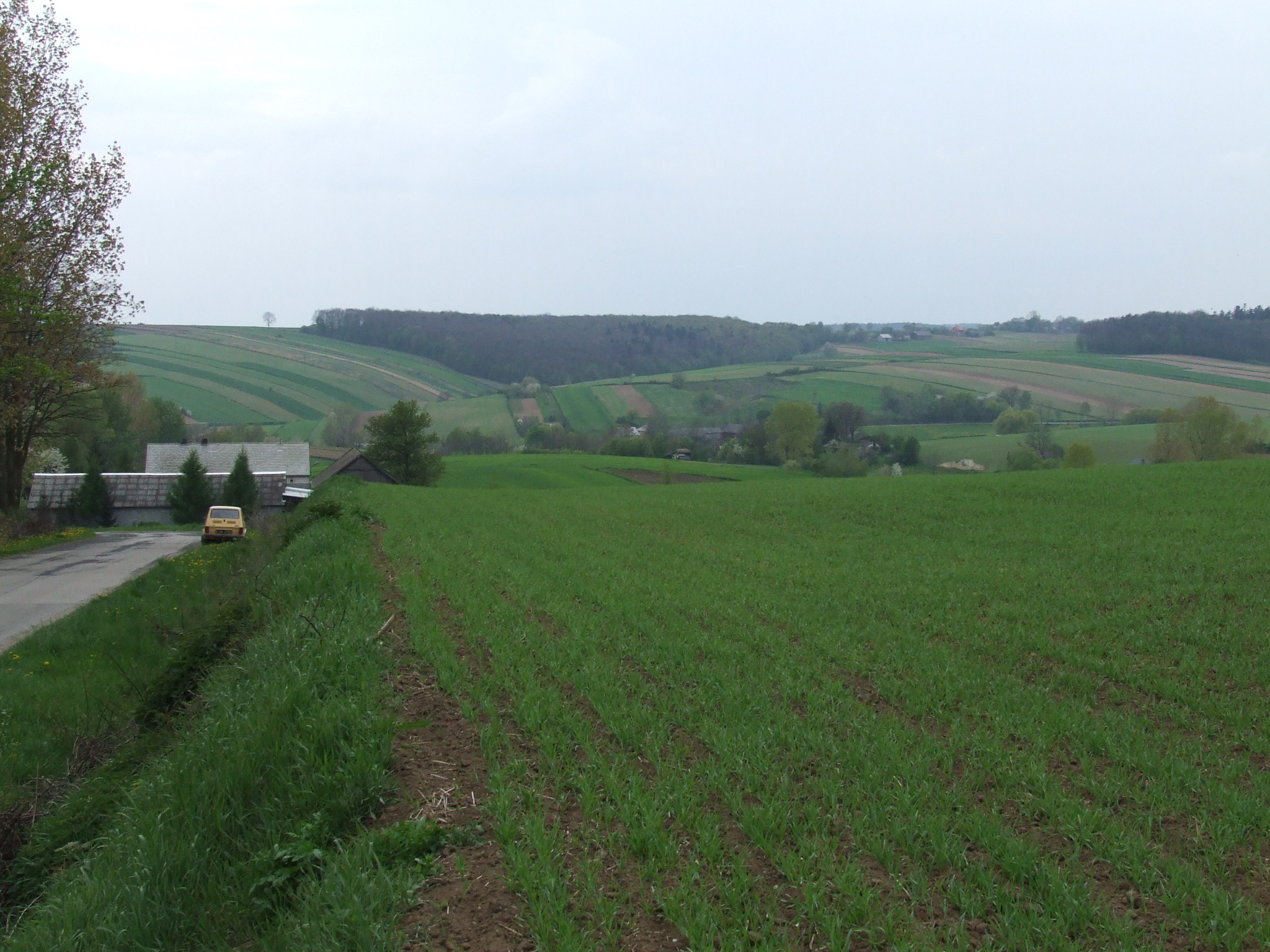
Dziemięrzyce u Racławic: pohled na západ z kopce Dziemięrzyce, odkud Jan Styka vytvořil skicu pro Racławické panorama

### Popis samotného díla
Racławické panorama ukazuje uměleckou vizi průběhu bitvy u Racławic, která se odehrála v okolí obcí Racławice, Dziemięrzyce a Janowiczki. Krajina z těchto míst byla realisticky zobrazena podle fotografií a polních náčrtů, které v dubnu 1893 pořídili Kossak, Styka a Boller.
Podle autorů jsou na obraze zachyceny nejdůležitější okamžiky bitvy asynchronním způsobem, bez zobrazení jejích počátečních fází. Na plátně jsou tedy současně zobrazeny scény, které se odehrály v různých časech. Mnoho důležitých okamžiků bitvy není zobrazeno, zatímco se objevují scény, které se během bitvy neodehrály. Namalované scény také často neodpovídají místům, kde se skutečně odehrály, protože byly podřízeny výtvarné kompozici díla.
Na obraze jsou zobrazeni účastníci bitvy, mezi nimiž jsou vrchní velitel Tadeusz Kościuszko, generál Antoni Józef Madaliński, generál Łukasz Biegański, generál Stanisław Fiszer, kapitán Kajetan Nidecki, gen. Gabriel Taszycki, generálmajor Jan Slaski, jezdec selské domobrany Wojciech Bartosz Głowacki, jezdec selské domobrany Stanisław Świstacki, major Ignacy Zborowski, generál Józef Zajączek, Piotr Bernier, kapitán Jan Junga, plukovník Konstanty Lucke a na ruské straně generál Alexander Tormasov a plukovník Muromcev.

### Technický popis
Panorama je namalováno na válcovitém plátně nataženém přes budovu účelové rotundy. Původně bylo Panorama vystaveno v rotundě postavené ve Lvově podle návrhu Ludvíka Baldwina-Ramulta a od roku 1985 v rotundě postavené ve Vratislavi. Kromě samotného obrazu je součástí výstavy i stafáž rozestavěná před obrazem a nasvícená tak, že divák při pohledu na obraz rozvinutý kolem něj a uzavřený v kruhu nedokáže rozlišit, kde končí předměty rozestavěné na podlaze před obrazem a kde začíná samotný obraz. Tvar rotujícího hyperboloidu daný panoramatu umocňuje efekt rozostření hranice mezi povrchem plátna a prostorem před ním.

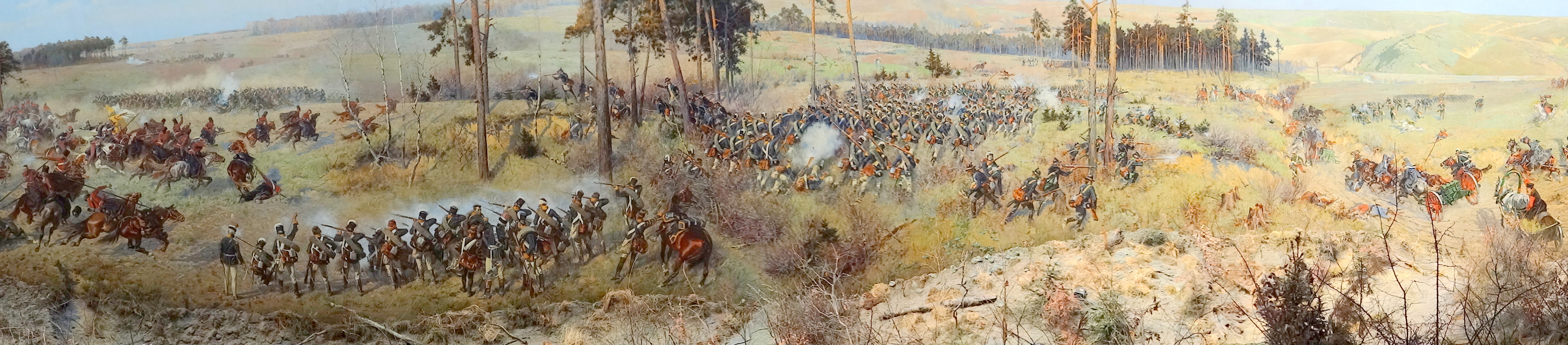
Část Racławického panoramatu zachycující ústup ruského vojska, boj mezi dělostřelci i část jízdy

## Tvůrci díla
Největší podíl na práci měli Jan Styka a Wojciech Kossak. První z nich byl iniciátorem Panoramatu a autorem figurální koncepce. Byl to však Kossak, kdo rozvinul malířské aspekty díla. Malířský prostor si umělci rozdělili na dvě poloviny. Dělící čára byla vedena ve scéně zajetí ruských děl selskou domobranou. Poláky namaloval Styka a ruské vojáky Kossak. Celkově však Stykův podíl na celém panoramatu činil asi 30 %, zatímco Kossak namaloval zbylých 70 %. Tito dva umělci jsou nejčastěji uváděni jako autoři obrazu, ostatní jsou obvykle opomíjeni. Na vzniku díla se však podíleli i další malíři:
- Jan Styka - namaloval skupinu rolníků, kteří zajímají ruská děla, postavu náčelníka Kosciuszka na koni, postavu Wojciecha Bartose Glowackého;
- Wojciech Kossak - namaloval koně pod Kosciuszkem, štáb jedoucí za náčelníkem, skupinu ruských vojáků bránících děla, národní jezdectvo;
- Ludwig Boller - namaloval krajinu a celou oblohu obrazu;
- Tadeusz Popiel - namaloval krajinu, všechny stromy a selské chalupy[10];
- Zygmunt Rozwadowski - bitevní scény pod Kossakovým vedením;
- Teodor Axentowicz - bitevní scény pod Kossakovým vedením, pěší linie 2. korunního pěšího pluku generála Józefa Wodzického;
- Michał Sozański;
- Włodzimierz Tetmajer - byl znalcem folkloru, maloval lidové kroje postav pod vedením Styka;
- Wincenty Wodzinowski (žák Jana Matejky) - namaloval postavu Kościuszka a pod Stykou lidové kostýmy postav.

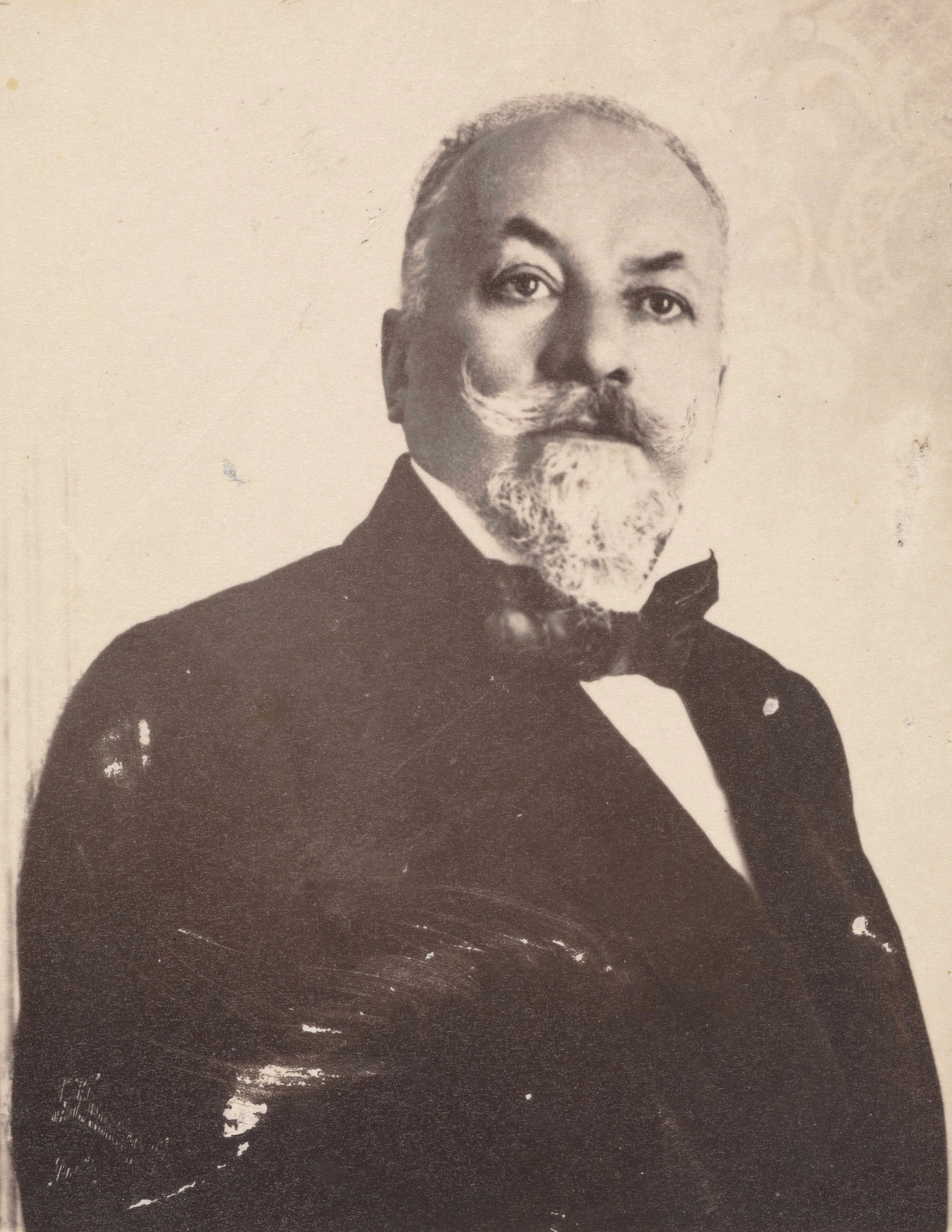
Jan Styka
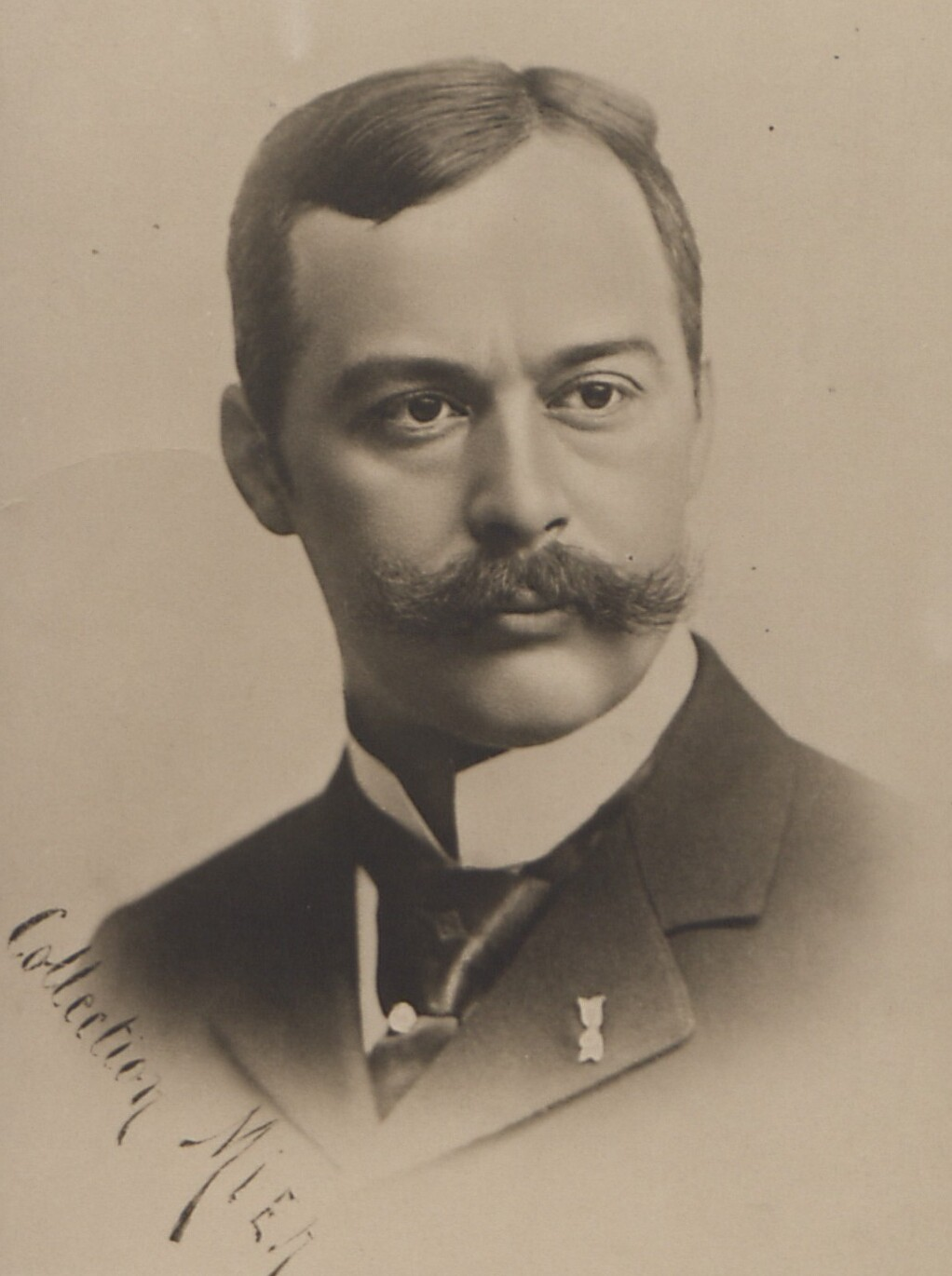
Wojciech Kossak
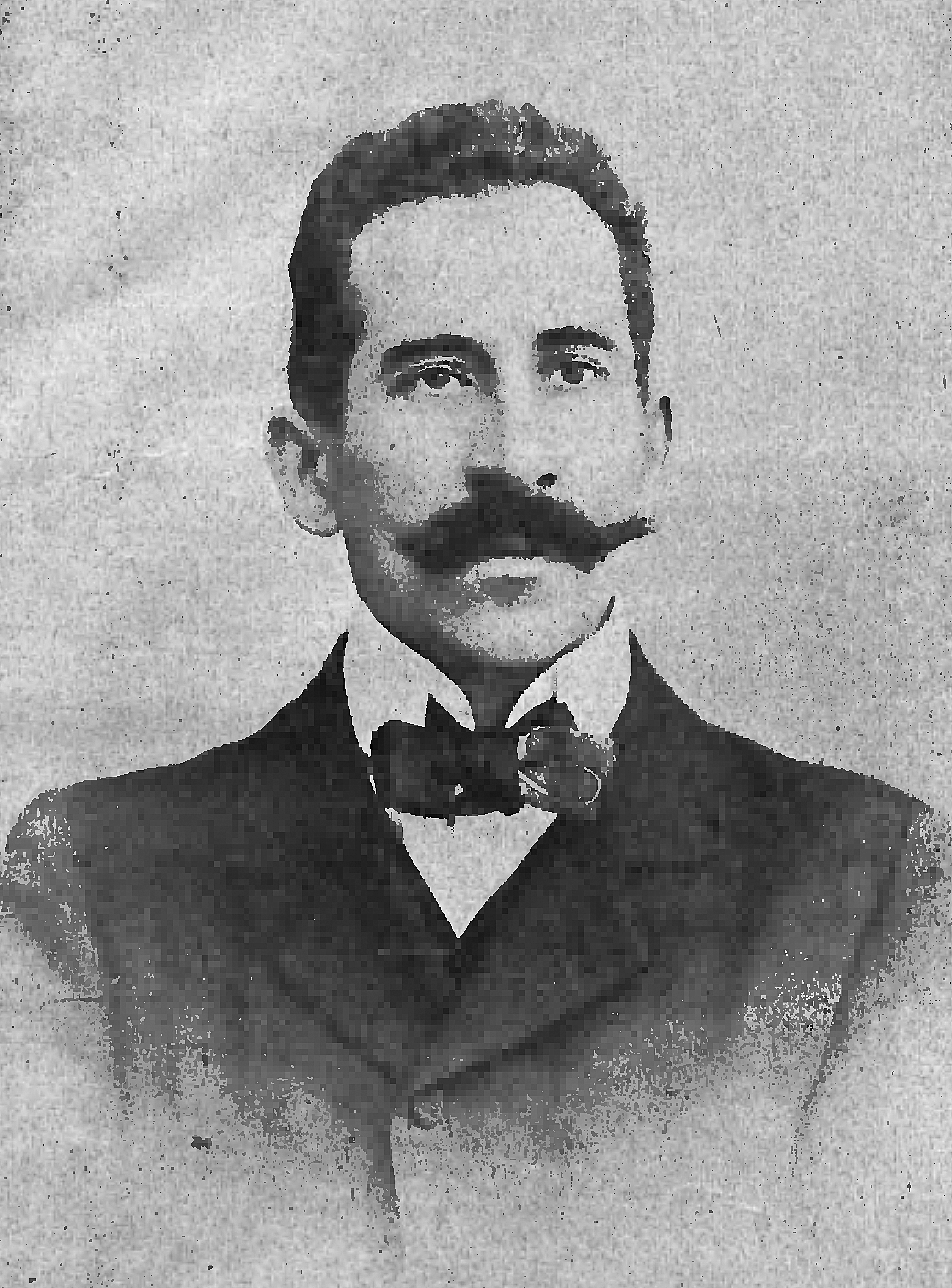
Tadeusz Popiel
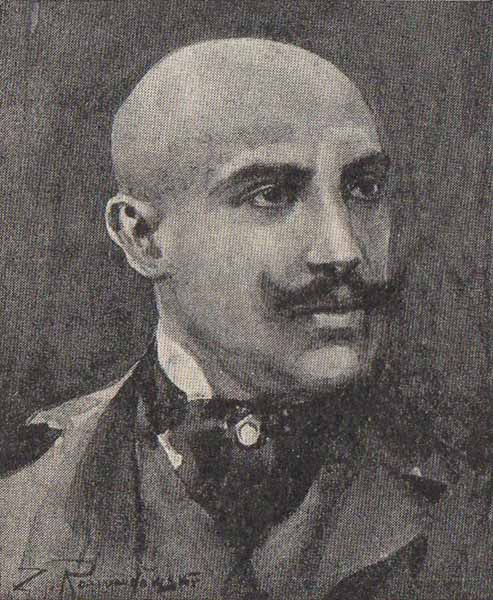
Zygmunt Rozwadowski
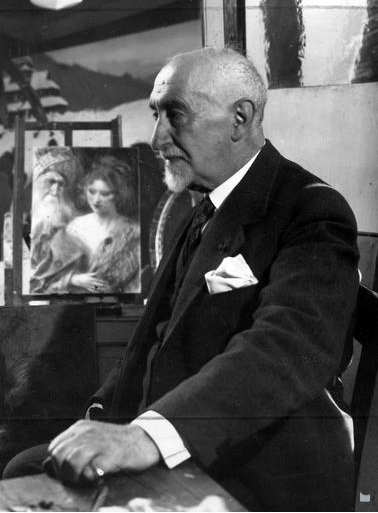
Teodor Axentowicz
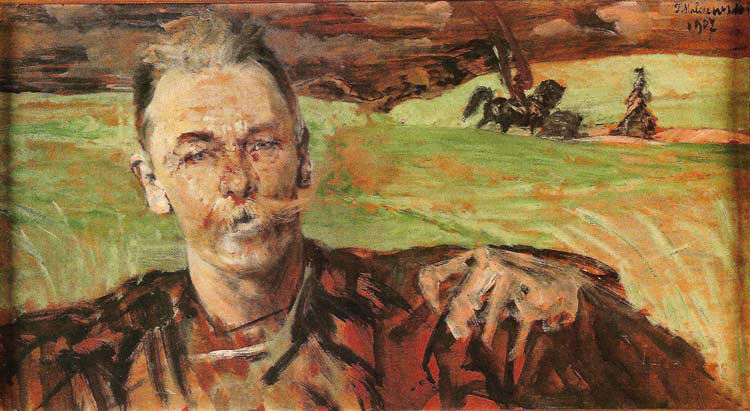
Michał Sozański
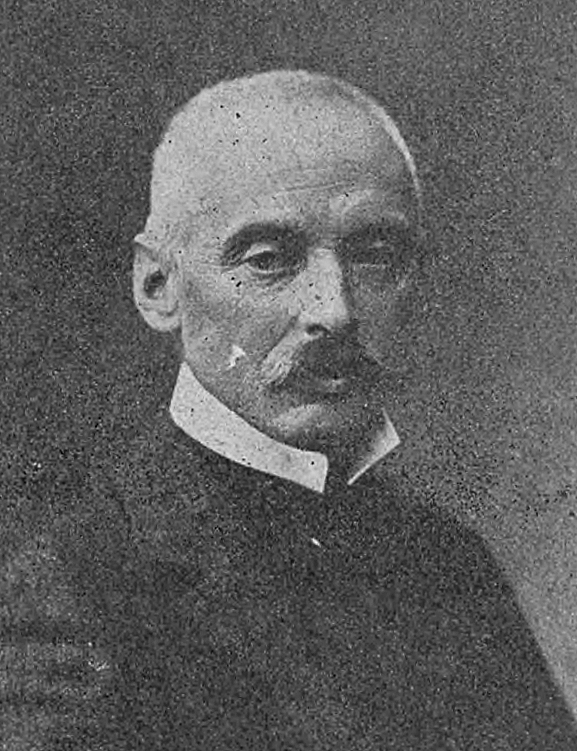
Włodzimierz Tetmajer
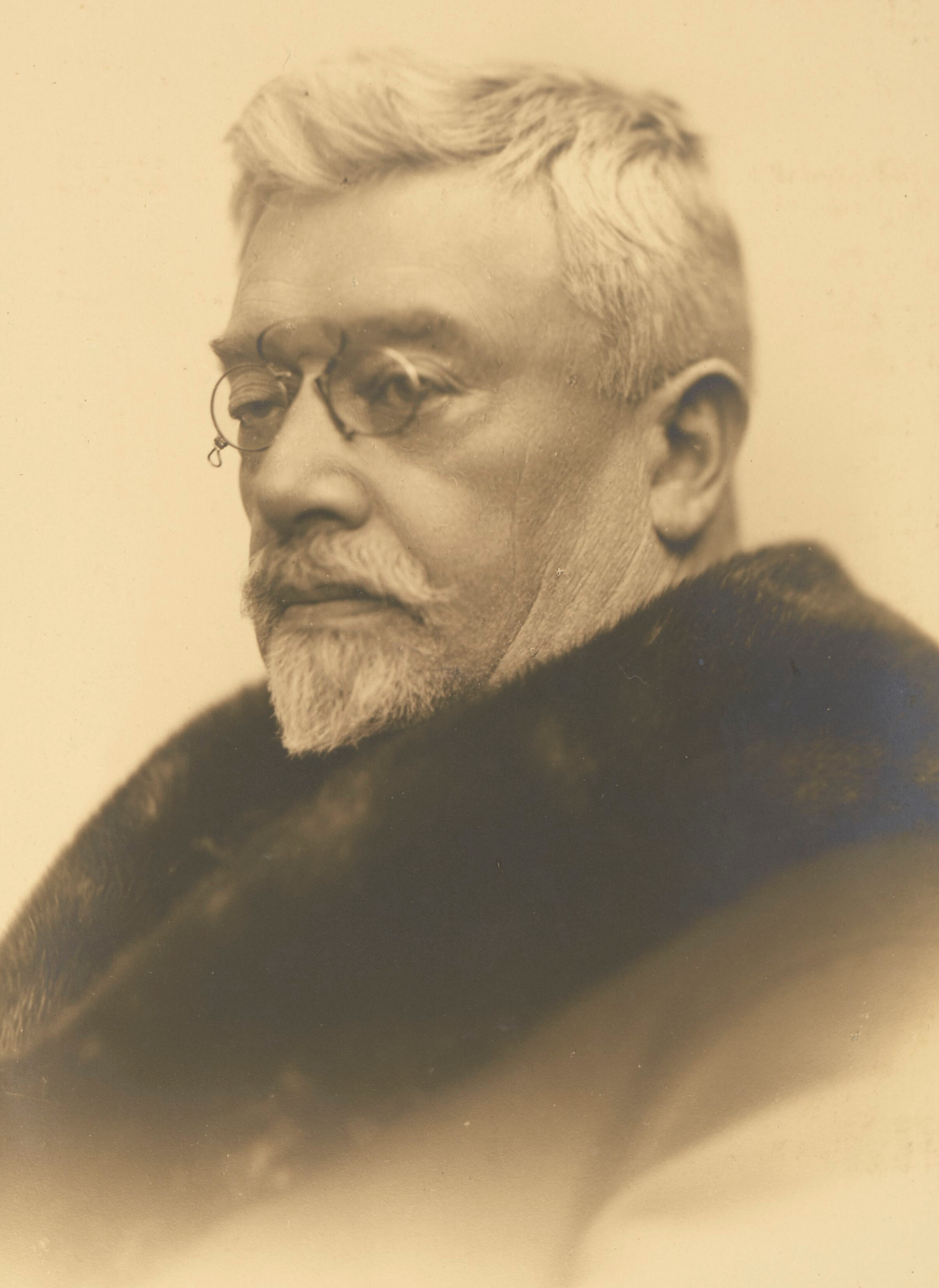
Wincenty Wodzinowski

## Významní návštěvníci
Rakouský císař František Josef I. navštívil dne 8. září 1894 Racławické panorama a řekl: „Působivé. Ohromilo mě to.“ Arcivévoda Karel, vévoda těšínský, o tomto obraze řekl: „Je to nejkrásnější panorama, jaké jsem kdy viděl.“ Mezi mnoha pozdějšími hosty, kteří panorama navštívili, byli například papež Jan Pavel II, nizozemská královna Beatrix a Czesław Miłosz, nositel Nobelovy ceny za literaturu za rok 1980.